# Philippe Charles de La Fare
Philippe Charles de La Fare (ur. 15 lutego 1687, zm. 14 września 1752 w Paryżu) – francuski arystokrata, dyplomata i wojskowy.
Od 1717 roku dowodził pułkiem Régiment de Normandie.
W 1722 został francuskim ambasadorem w Madrycie. W 1746 roku został mianowany Marszałkiem Francji.